# Dolní Žleb
Dolní Žleb (en allemand : Niedergrund) est un village situé sur la rive gauche de l'Elbe dans la région touristique de la Suisse bohémienne en Tchéquie. C'est un quartier de la ville de Děčín (Děčín XIV - Dolní Žleb).

## Emplacement

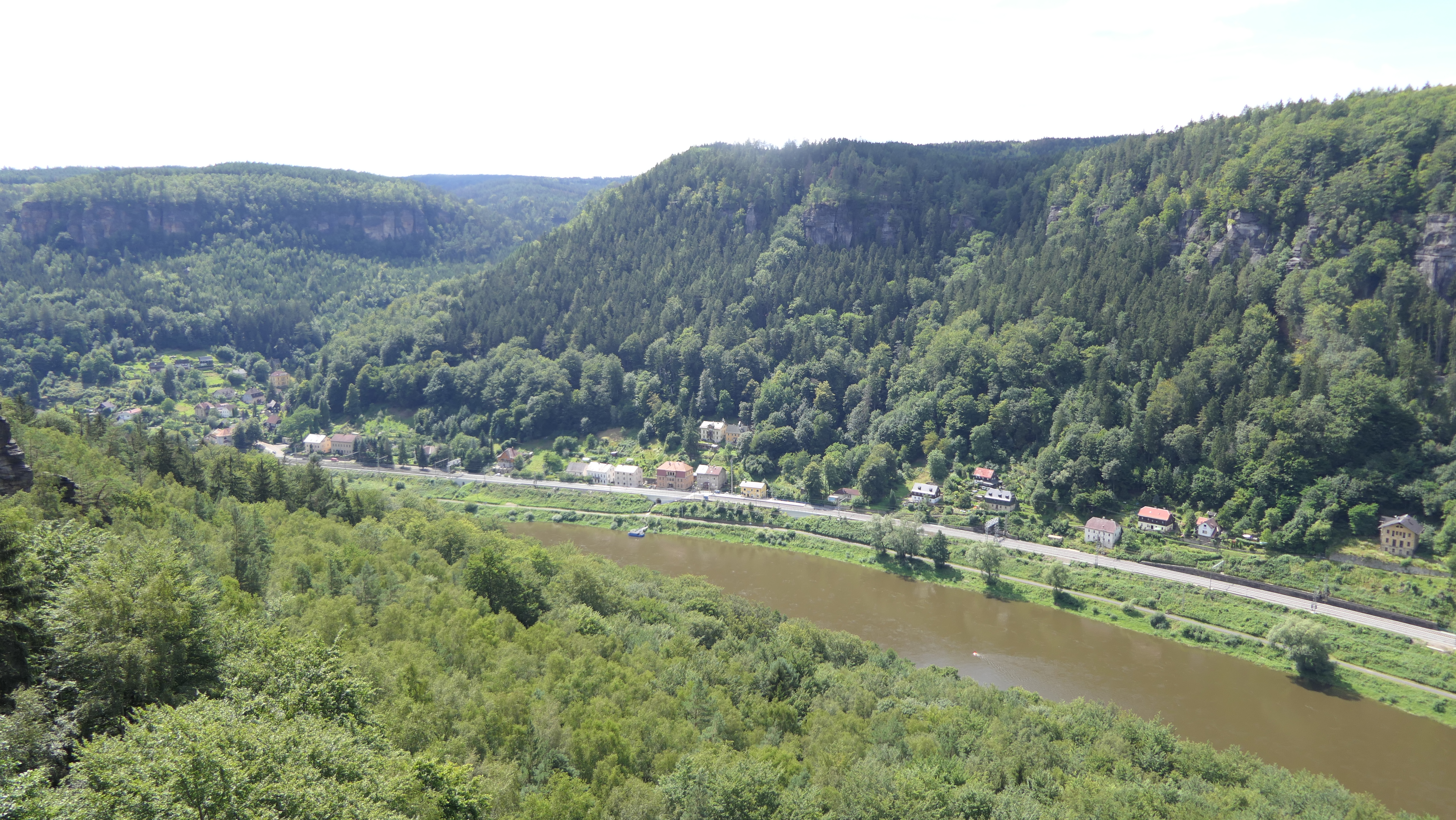
Vue sur la vallée de l'Elbe.

Le village possède une gare de chemin de fer sur la ligne ferroviaire de Děčín à Dresde en Allemagne. Un bac d'une capacité de quelques voitures le relie à la route vers Dolnožlebský potok, sur l'autre rive de l'Elbe. Sans traverser le fleuve, il est également relié par une piste cyclable (qui peut également être empruntée par des véhicules à moteur) et des sentiers forestiers. 
En amont, le village jouxte la frontière allemande.

## Le village
De nos jours, de nombreuses maisons ont disparu. Le village possède une église dédiée à la Sainte-trinité de style baroque consacrée en 1831 et des auberges.

## Histoire

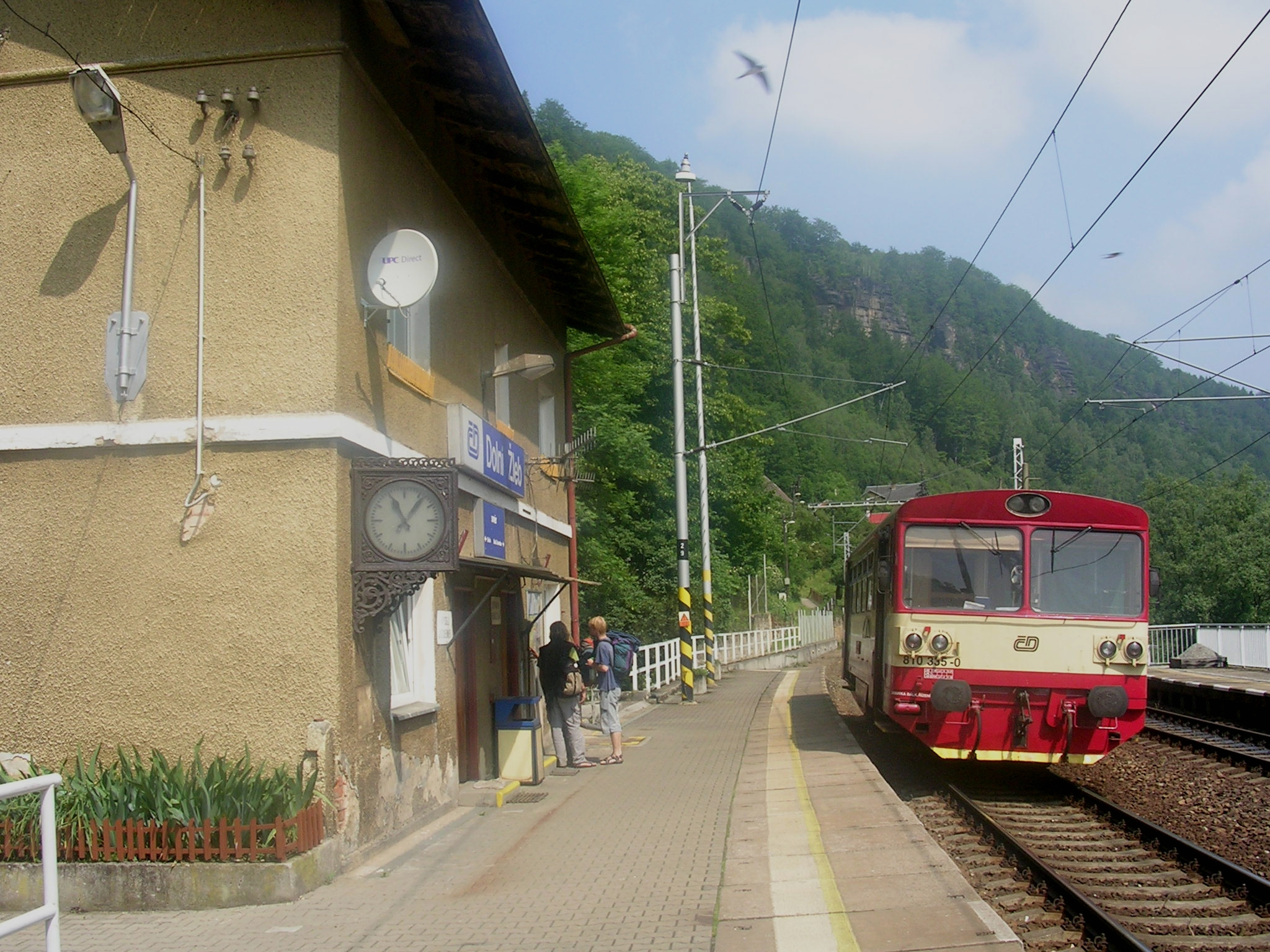
La gare de Dolní Žleb.

Pendant des siècles, la région se situait à la frontière extérieure du royaume de Bohême, l'Elbe étant la porte vers l'électorat de Saxe au Nord. À partir de 1850, une communauté apparaît sous le nom Niedergrund (allemand) / Dolní Grunt (tchèque). En 1948, elle reçoit le nom de Dolní Žleb. Depuis 1980, elle est rattachée à Děčín.
Le village a été important à cause de l'énorme carrière de grès qui a fourni des matériaux de construction pendant des siècles. C'est à partir de ces pierres qu'ont été construits entre autres le Château de Děčín en 1670, ou par exemple le Théâtre national à Prague. La livraison du grès se faisait sur l'Elbe jusqu'à Hambourg. Le grès gris à jaune clair est adapté à la construction, mais pas à la fabrication de meules.

### Crédits de traduction
- (de) Cet article est partiellement ou en totalité issu de l’article de Wikipédia en allemand intitulé « Dolní Žleb » (voir la liste des auteurs).